# 3,7-cm-Pak
Die 3,7-cm-Pak war die am häufigsten gebaute deutsche Panzerabwehrkanone. Sie wurde bei der deutschen Reichswehr eingeführt und später von der Wehrmacht im Zweiten Weltkrieg an allen Fronten eingesetzt.

## Entwicklung
Die 3,7-cm-Pak, damals noch 3,7cm Tankabwehrkanone, wurde seit 1925 entwickelt und bereits 1928 wurden Prototypen mit Speichenrädern für Pferdezug getestet. 1934 wurde die Konstruktion auf Motorzug umgestellt. Am 1. Juli 1936 erfolgte die Umbenennung der Waffe in 3,7-cm-Panzerabwehrkanone (3,7-cm-Pak), die Bezeichnung Pak 36 stammt aus der Nachkriegszeit und ist vermutlich auf diese Anweisung zurückzuführen. Waffe und Lafette waren bis 1937 hinreichend, um alle Panzerfahrzeuge auf 1.000 m Distanz zu durchschlagen. Dies war eine Entfernung, auf die das kleine Geschütz mit dahinter kniender und liegender Bedienmannschaft sowie geringem Mündungsblitz bei guter Tarnung kaum von Panzerbesatzungen gesichtet werden konnte. Trotz der viel schwächeren Sprenggranate wurde die leichte Pak auch oft zur Unterstützung der Infanterie gegen Infanterie mit leichter Deckung verwendet. Die hohe Mündungsgeschwindigkeit ermöglichte dabei eine sehr gestreckte Flugbahn und ein einfaches Zielen im direkten Schuss. Auf diese Weise konnte die Waffe, wenn keine Panzer zu bekämpfen waren, auch zur Unterstützung der Infanterie genutzt werden.
Der Entwurf führte zu zahlreichen ähnlichen 3,7-cm-Geschützkonstruktionen in Schweden, Polen, Belgien, den Vereinigten Staaten und in der Tschechoslowakei. In der Sowjetunion wurde von 1937 bis 1943 in nahezu identischer Lafette ein größeres Geschütz als 45-mm-Panzerabwehrkanone M1937 in über 37.000 Exemplaren gefertigt. Auf deutscher Seite wurde die Lafette auch für die leistungsstärkere 4,2-cm-leichte Pak 41 verwendet.
Nachdem die 3,7-cm-Pak als Panzer-Abwehrwaffe in den Verbänden ab 1942 endgültig ersetzt wurde, wurden die Geschütze mit Oberlafette teilweise auf Halbkettenfahrzeuge, wie beispielsweise das Zugführerfahrzeug (SPW 251/10), montiert und die Unterlafetten wurden für den 15-cm-Nebelwerfer 41 verwendet. Als Hilfskonstruktion ist das 7,5-cm-Infanteriegeschütz 37 unter Nutzung der vorhandenen Lafetten geschaffen worden.

## Produktion
Die 3,7-cm-Pak war Ende 1932 bereits in 264 Exemplaren in der Reichswehr vorhanden. Es wurden von diesem Geschütz etwa 14.459 (davon 5.339 im Krieg) Stück produziert. Der Herstellungspreis bei 900 benötigten Arbeitsstunden betrug zeitweise 5730 RM.

## Beschreibung
Die 3,7-cm-Pak hatte eine Spreizlafette mit zwei Rohrholmen und einen kleinen nach rückwärts geneigten Schutzschild von 5 mm Stärke. Das hydropneumatische Rücklauf- und Vorholsystem befand sich in der Rohrwiege. Das Rohr hatte keine Mündungsbremse. Die beiden Räder waren gummibereift und besaßen einzelne Luftkammern, sodass sie nicht ohne Weiteres zerschossen werden konnten. Sie konnte wegen ihres geringen Gewichts leicht gewendet werden und auf kurzen Strecken auch im Mannschaftszug bewegt werden.

## Munition
| 3,7-cm-Pak                         | Panzergranate 39 | Panzergranate 40 | Stielgranate 41 | Sprenggranate |
| Gewicht                            | 0,69 kg          | 0,35 kg          | 8,5 kg          | 0,65 kg       |
| Mündungsgeschwindigkeit            | 760 m/s          | 1030 m/s         | 110 m/s         | 745 m/s       |
| Durchschlag bei 60° Auftreffwinkel |                  |                  |                 |               |
| aus 200 m Entfernung               | 42 mm            | 61 mm            | 180 mm          |               |
| aus 500 m Entfernung               | 36 mm            | 49 mm            |                 |               |
| Durchschlag bei 90° Auftreffwinkel |                  |                  |                 |               |
| aus 200 m Entfernung               | 56 mm            | 72 mm            | 180 mm          |               |
| aus 500 m Entfernung               | 48 mm            | 58 mm            |                 |               |

An der Front wurden für ein Geschütz ein Munitionsvorrat von 120 Panzergranaten 39, 30 Panzergranaten 40 und 100 Sprenggranaten mitgeführt.

## Einsatz
Das Geschütz wurde erstmals im Spanischen Bürgerkrieg eingesetzt. Hierbei wurde erkannt, dass die für die Pak verwendete Optik (Reichweite 900 m) jener der gegnerischen Panzer sowjetischer Bauart (ca. 3000 m) deutlich unterlegen war. Da bei Beginn des Krieges keine deutschen Panzer mit einer Kanonenbewaffnung verfügbar waren, mussten je fünf 3,7-cm-Pak eine Panzerkompanie begleiten. Aufgrund der kaum möglichen Verständigung war der kombinierte Einsatz nicht sehr erfolgreich. Zu Beginn des Zweiten Weltkriegs verfügten viele andere Nationen über Panzerabwehrkanonen des gleichen Kalibers. Zu dieser Zeit entsprach die Waffe der Hauptbewaffnung der mittleren Panzer aus deutscher Produktion, dem deutschen Panzer III, die KwK 36 L/45, der für die Bekämpfung gegnerischer Kampfwagen vorgesehen war.

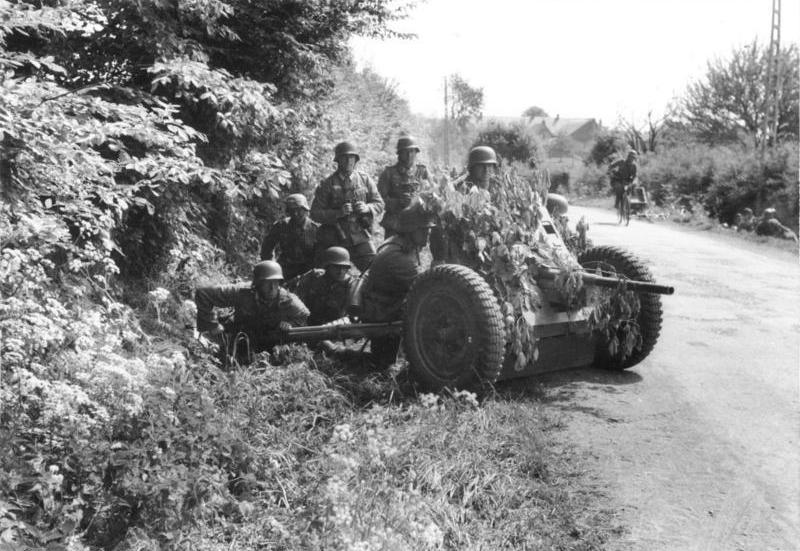
Deutsche Soldaten mit getarnter Pak in Belgien 1940

Zu Beginn des Krieges war die Wehrmacht mit 11.200 3,7-cm-Pak ausgestattet, die überwiegend in den 14. (Panzerabwehr-)Kompanien der Infanterieregimenter eingesetzt waren. Die 3,7-cm-Pak war leicht im Mannschaftszug zu bewegen und gut zu tarnen. Schon der Westfeldzug zeigte jedoch – der Bestand hatte sich mittlerweile auf 13.131 Stück erhöht –, dass die Leistung der Pak nicht mehr ausreichend war. Bei schwereren Panzern, wie den britischen Mk.II Matilda und den französischen Char B1 und Somua S-35, war fast keine Wirkung mehr zu erzielen. Nur mit Treffern in die Sehschlitze der Panzer oder bei Treffern in Laufwerk und Kette bestand eine Chance, einen solchen Panzer auszuschalten. Die bedrängten deutschen Verbände mussten schwere Flak vom Kaliber 8,8-cm, die sogenannte „Acht-Acht“, in die Frontlinien vorziehen und damit die Panzerabwehr verstärken. Die 3,7-cm-Pak erhielt daraufhin von den Geschützbedienungen im Westfeldzug auch die ironischen Beinamen „Heeresanklopfgerät“, „PanzerAnklopfKanone“ oder „Panzer-Anklopf-Gerät“.

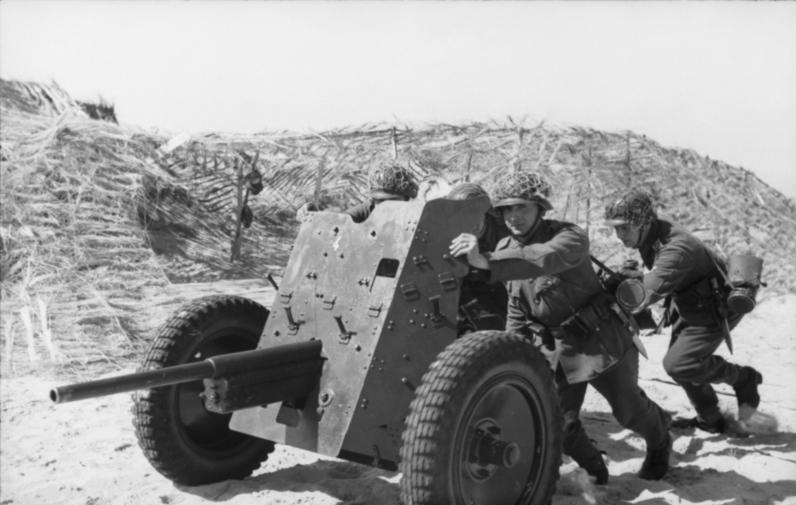
Nordfrankreich, Soldaten mit Geschütz

Ab Mitte 1940 wurde die 3,7-cm-Pa daher in den Panzerjägerabteilungen nach und nach durch die neue 5-cm-Pak 38 ersetzt. Die Einführung von Granaten mit Wolframkern erhöhte zwar die Durchschlagskraft der 3,7-cm-Pak, dennoch war die Waffe auch weiterhin nicht hinreichend effektiv gegen mittlere und schwere Panzertypen, gegen die im Russlandfeldzug auf sowjetischer Seite eingesetzten schweren Kampfpanzer KW I und II war man praktisch chancenlos. Selbst gegen die mittleren, modernen sowjetischen T-34, die später in großer Zahl auftraten, erzielte sie nur an wenigen Schwachstellen Durchschläge. Die Soldaten waren daher gezwungen, diesen Panzer durch Schüsse aus kurzer Distanz auf die rückwärtige Panzerung zu bekämpfen. Zahlreiche Bilder überrollter 3,7-cm-Pak bezeugen, dass sowjetische Besatzungen keine Angst vor diesem Geschütz hatten.

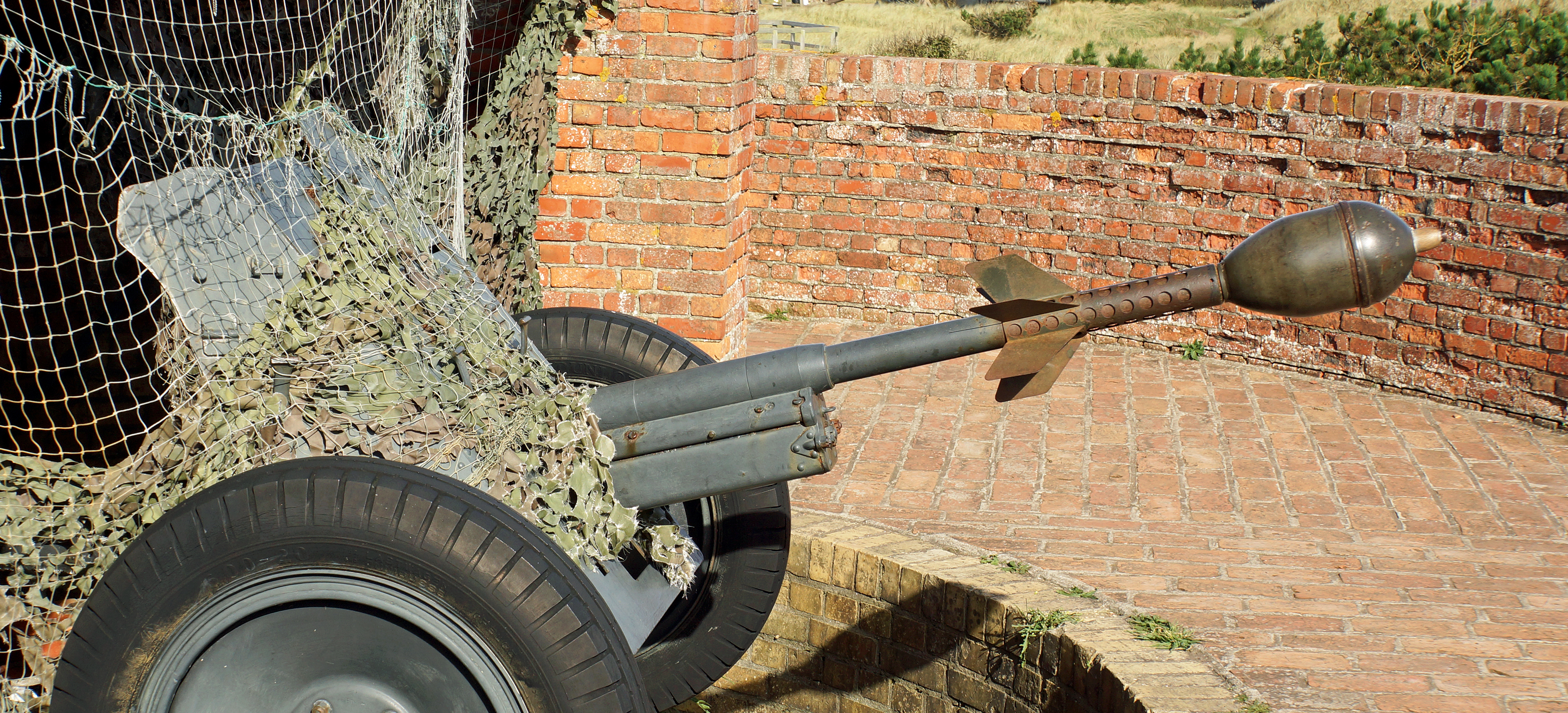
PAK 36 mit Stielgranate 41

Die geringe Zahl der monatlich neu produzierten größeren Pak-Geschütze zwang dazu, die 3,7-cm-Pak weiter im Einsatz zu halten. Zur Leistungssteigerung wurde  daher die Stielgranate 41 entwickelt, die auf das Geschützrohr aufgesteckt werden konnte. Es handelte sich um ein durch ein Leitwerk stabilisiertes Überkaliber-Hohlladungsgeschoss mit 2,3 Kilogramm Sprengstoff. Ab Februar 1942 war diese Granate im Einsatz und konnte Panzerungen bis 180 Millimeter durchschlagen. Dabei musste das gegnerische Fahrzeug aber wegen der geringen Mündungsgeschwindigkeit und der dadurch geringeren Reichweite auf unter 130 Meter an das Geschütz herankommen oder ein stehendes Ziel dürfte in der Ausnahme bis zu 250 Meter entfernt sein. So wurde die Feuerkraft dieser Waffe erhöht und Zeit für die Neuentwicklung einer besseren Panzerabwehrwaffe gewonnen.
Dennoch wirkt die Anlage zu H.Dv. 469/3a „Panzer-Beschusstafel (Abwehr schwer zu bekämpfender Panzerfahrzeuge) 3,7 cm Pak“ vom 20. Januar 1943 ernüchternd, kaum eines der aufgeführten Fahrzeuge konnte laut diesem Dokument auf eine Entfernung von über 100 Metern bekämpft werden. Mit der Einführung von Hohlladungsgeschossen im Jahr 1943 konnte die Waffe wieder effektiv bis zu einer Entfernung von 300 Metern eingesetzt werden. Die 3,7-cm-Pak wurde weiter, vor allem aufgrund ihres geringen Gewichts und ihrer großen Beweglichkeit, bei leichten Infanterieeinheiten, wie den Fallschirmjägern, eingesetzt. Die 3,7-cm-Pak blieb trotz ihrer unzureichenden Leistung bis zum Kriegsende als Unterstützungswaffe in Dienst.

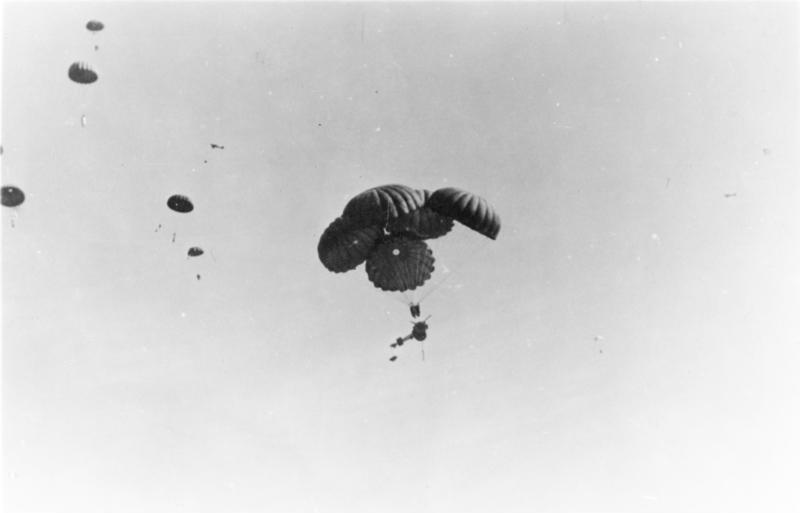
Abwurf einer Pak über Kreta im Rahmen von Operation Merkur

Trotz der viel schwächeren Sprenggranate wurde die leichte Pak auch oft zur Unterstützung der Infanterie gegen Infanterie mit leichter Deckung verwendet. Die hohe Mündungsgeschwindigkeit ermöglichte dabei eine sehr gestreckte Flugbahn und ein einfaches Zielen im direkten Schuss. Auf diese Weise konnte die Waffe, wenn keine Panzer zu bekämpfen waren, auch zur Unterstützung der Infanterie genutzt werden.
Auch im Gebirge oder bei Schnee konnte die 3,7-cm-Panzerjägerkanone transportiert werden. Dazu wurde diese zerlegt und auf den Heereschlitten (Hs. 3), welcher ab 1942 zur Verfügung stand, verlastet. Alternativ zu den Schlitten wurden sogenannte Skikufen bereitgestellt. Diese bestanden aus zwei Radkufen und einer Spornkufe und dienten zum Fortbewegen des leichten Infanteriegeschützes im tiefen Schnee. Zeitgleich zum Transport konnten die Kufen auch als Schießunterlage für das Geschütz genutzt werden. Oftmals wurden diese Kufen, durch zur Verfügung gestellter Zeichnungen, selbst angefertigt. Gezogen wurde das Geschütz dann durch die Soldaten selber.

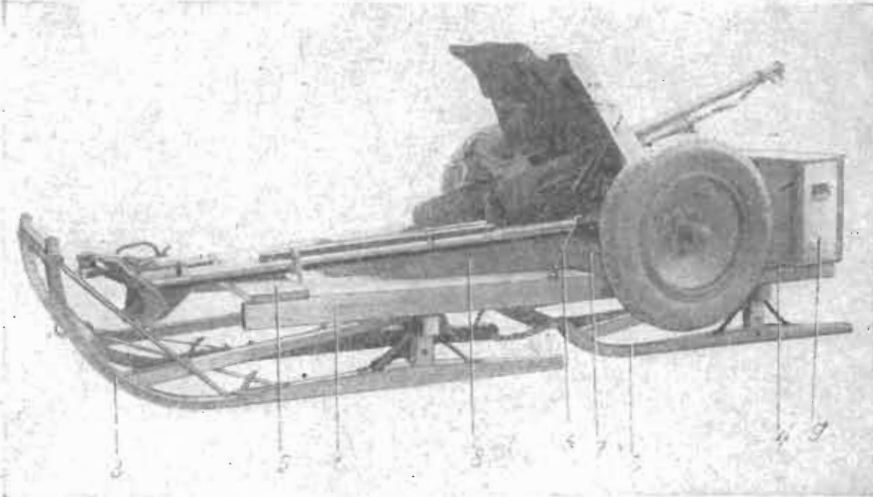
Die 3,7-cm-Panzerjägerkanone auf dem Hs. 3
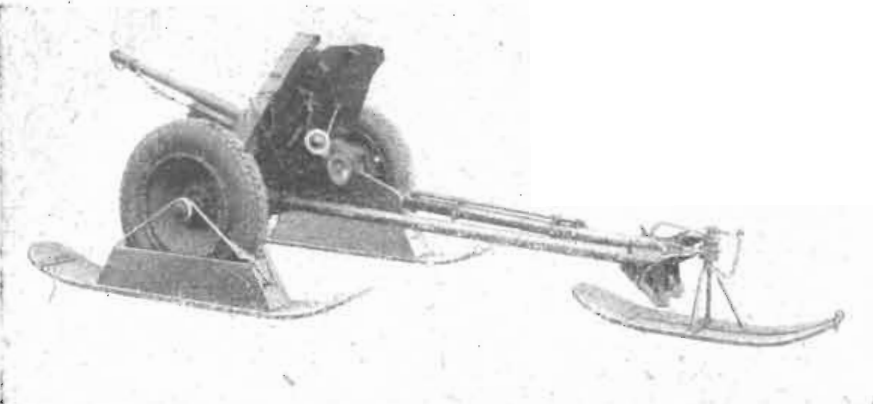
Die 3,7-cm-Panzerjägerkanone auf Schneekufen

### Verwendung in anderen Ländern

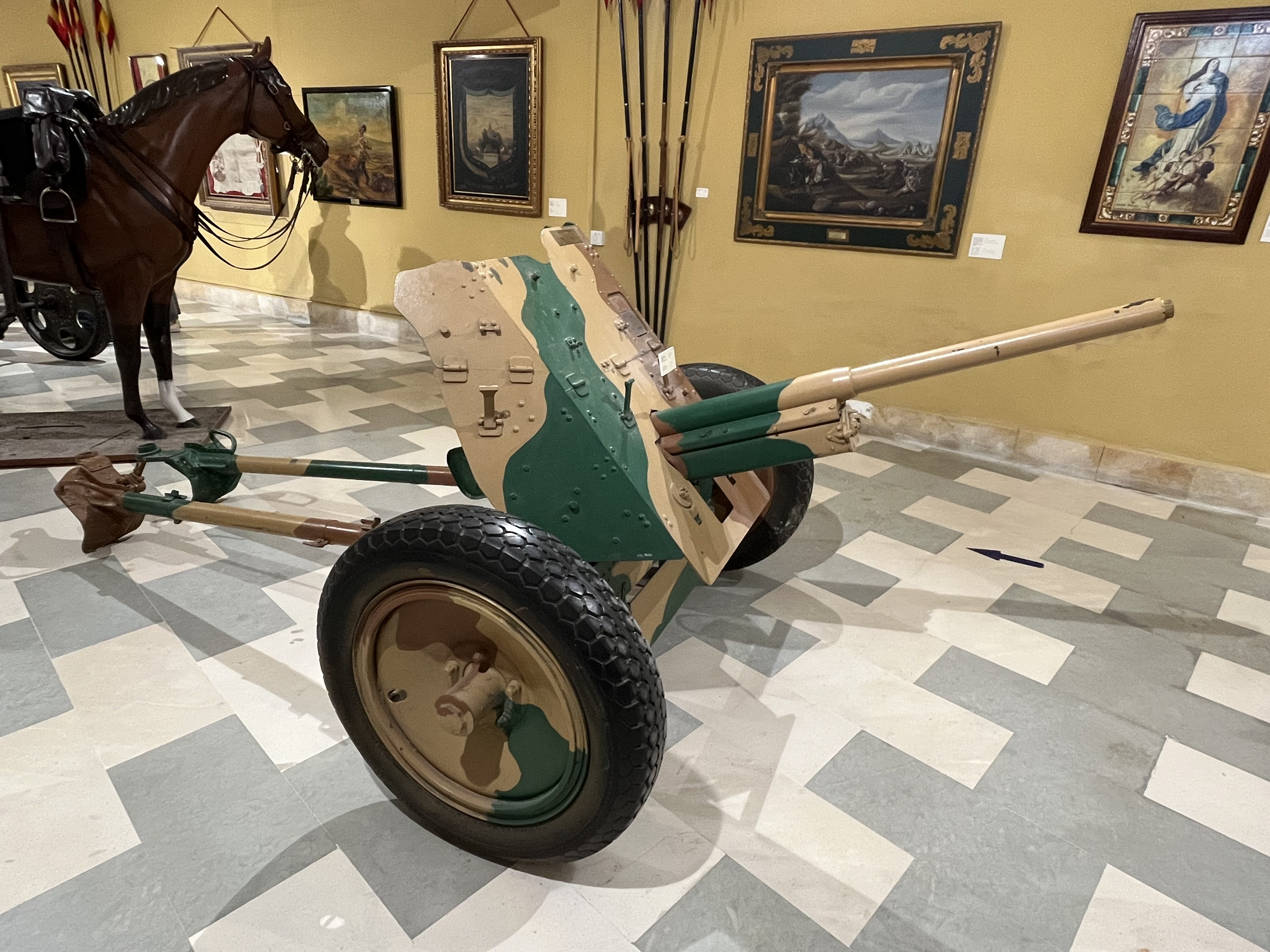

Einige Geschütze wurden den verbündeten Armeen Spaniens, Finnlands, Rumäniens und der Slowakei überlassen.
Das Kaiserlich-Japanische Heer erbeutete mehrere Dutzend der 3,7-cm-Pak ab 1937 während der Gefechte im Rahmen des Zweiten Chinesisch-Japanischen Krieges. Die meisten stammten aus deutscher Produktion (Scheibenräder), die an die nationalchinesischen Truppen geliefert worden waren. Weitere Geschütz aus russischer Produktion (Speichenräder) wurden von chinesischen Roten-Armee-Verbänden erbeutet. Die deutschen Geschütze erwiesen sich bei Vergleichstests als dem japanischen Typ 94 37-mm-Schnellfeuer-Infanfanteriegeschütz als deutlich überlegen bezüglich der Panzerabwehrleistungen (Durchschlag auf 200 m 56 mm gegen 45 mm beim japanischen Geschütz). Vom Gewicht her passte die Waffe zudem sehr gut in die herrschende japanische Taktik, zumal ein Stützrad unter den zusammengeklappten Lafettenholmen die Beweglichkeit zusätzlich verbesserte. Daher wurden die Geschütze offiziell als Typ 97 Rheinmetall-Typ 37-mm-Schnellfeuergeschütz eingeführt. Die Waffe mit ihrem größeren Kammervolumen diente auch als Vorlage für die späteren Typ 100 37-mm-Bordkanone und die Typ 1 37-mm-Bordkanone der Panzertruppe und das Typ 1 37-mm-Schnellfeuergeschütz. Der Einsatz erfolgte unter anderem 1943/44 in Papua-Neuguinea. Gegen moderne Panzer wie den US M4 Sherman war die Kanone allerdings nicht mehr geeignet.

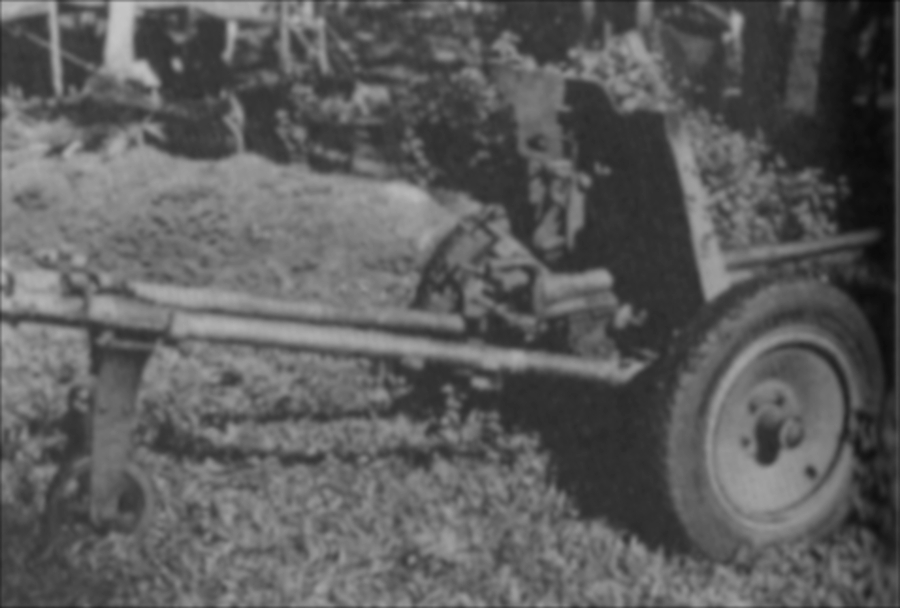
Japanisches Typ-97-37-mm-Schnellfeuergeschütz mit Unterstützungsrad unter den Holmen

## Geschütze auf Basis der 3,7-cm-Pak
Für das 7,5-cm-Infanteriegeschütz 37 und die 4,2-cm-leichte Pak 41 basieren auf dem Geschütz und die meisten Teile der Lafette wurden hierfür genutzt. Tatsächlich wurden Geschütze, welche bei Fronteinheiten ersetzt und eingelagert worden waren, für die Umbauten verwendet. Weiterhin wurde die Lafette auch für den 21-cm-Nebelwerfer 42 und den 15-cm-Nebelwerfer 41 genutzt.
Die 3,7-cm-Kanonen dieser Lafetten wurden teilweise zur Verstärkung der Feuerkraft der Panzergrenadiere auf gepanzerten Halbkettenfahrzeugen montiert.
- → Hauptartikel: Sd.Kfz. 250
- → Hauptartikel: Sd.Kfz. 251

## Verwandte Modelle
Die Entwicklungsarbeit des Hauses Rheinmetall ab etwa 1925 führte basierend auf den Erfahrungen mit der Tankabwehrkanone des Jahres 1918, der 3,7-cm-TAK, zu einer Weiterführung der bisher bekannten Konzepte unter Berücksichtigung des internationalen Rüstungsstands. So wurde ein modernes Geschütz im Kaliber 3,7-cm an die Sowjetunion verkauft, dieses wurde nach einiger Weiterentwicklung zur 3,7-cm-Panzerabwehrkanone der Wehrmacht. Andere Länder nutzten die Ergebnisse als Ausgangspunkt der eigenen Entwicklung und so basiert das amerikanische 37-mm-Geschütz M3 stark auf der 3,7-cm-Pak und die sowjetische 45-mm-Panzerabwehrkanone M1937 ist eine vergrößerte Variante der ursprünglich bei Rheinmetall gekauften Waffe.